# Anne Vernon
Anne Vernon (* 7. Januar 1924 in Saint-Denis, Département Seine-Saint-Denis als Édith Antoinette Alexandrine Vignaud) ist eine französische Schauspielerin.

## Leben und Karriere
Im Film debütierte Vernon 1948 in der Hauptrolle von Warning to Wantons, zwei Jahre später hatte sie einen kurzen Ausflug zum Hollywood-Film in Ohne Skrupel. Endgültig wurde sie 1951 mit der Titelrolle der Caroline in Jacques Beckers Edouard und Caroline an der Seite von Daniel Gélin berühmt. In der Folge war sie ein Star im französischen Unterhaltungskino der 1950er-Jahre und spielte zahlreiche Hauptrollen. 1955 spielte sie die Rolle der Madelon in der DEFA-Literaturverfilmung Das Fräulein von Scuderi, ihre einzige Rolle in einem deutschsprachigen Film. Ihre heute vielleicht bekannteste Filmrolle verkörperte sie 1964 als Catherine Deneuves Mutter Madame Emery in Jacques Demys Filmklassiker Die Regenschirme von Cherbourg (1964). Einen weiteren späteren Erfolg hatte sie als Star des Krimis Mord im Grandhotel (1968) an der Seite von Geneviève Grad. 1972 hat sie sich vom Filmgeschäft zurückgezogen.
Neben ihren Kinorollen war Vernon auch in verschiedenen Fernsehserien sowie auf Pariser Theaterbühnen zu sehen. Ab den 1970er-Jahren widmete sie sich vor allem der Malerei. 1988 veröffentlichte sie ihre Autobiografie unter dem Titel Hier, à la même heure. Im Mai 2023 gab die damals 99-jährige Vernon dem Magazin Var-Martin ein seltenes Interview.

## Filmografie (Auswahl)
- 1948: Le mannequin assassiné
- 1949: Die Nacht der Liebe (Ainsi finit la nuit)
- 1950: Ohne Skrupel (Shakedown)
- 1951: Fünf Mädchen und ein Mann (A Tale of Five Cities)
- 1951: Edouard und Caroline (Edouard et Caroline)
- 1955: Das Fräulein von Scuderi
- 1957: Die Wäscherinnen von Portugal (Les lavandières du Portugal)
- 1959: Der falsche General (Il generale Della Rovere)
- 1962: Auch Stehlen will gelernt sein (Arsène Lupin contre Arsène Lupin)
- 1964: Die Regenschirme von Cherbourg (Les parapluies de Cherbourg)
- 1964: Monsieur geht fremd (Patate)
- 1966: Das Kaperschiff (Surcouf, l’eroe dei sette mari)
- 1966: Donner über dem Indischen Ozean (Il grande colpo di Surcouf)
- 1967: Der Dieb von Paris (Le voleur)
- 1968: Mord im Grandhotel (Le démoniaque)
- 1968: Therese und Isabell (Therese and Isabelle)
- 1972: Pont dormant (Fernsehserie)